# Wacky WallWalker
Wacky WallWalker war ein Spielzeug, das ab 1983 weltweit vermarktet wurde. Dabei handelt es sich um eine kleine, klebrige Gummifigur aus Elastomer in Form eines Kraken. Wird diese an eine glatte Wandfläche geworfen, so „läuft“ sie mit ihren acht Armen langsam nach unten, und zwar in immer unterschiedlicher Weise.
Ken Hakuta („Dr. Fad“), Erfinder und Moderator, erwarb die Rechte für Nordamerika und vermarktete es zunächst nur im kleinen Rahmen in Washington D.C. Später wurden insgesamt mehr als 320 Millionen Exemplare verkauft.
1985 beendete Hakuta die Herstellung in der eigenen Tradex Corp. und beschloss später eine Zusammenarbeit mit der Kellogg Company, in deren Produkten die Figuren ab 1991 erschienen.